# Szuezi stadion
A Szuezi stadion egy különféle sportversenyek megrendezésére alkalmas stadion az egyiptomi Szuez városában. A leginkább labdarúgó mérkőzések lebonyolítására használt stadion  Suez Cement labdarúgócsapat hazai pályája.  A mérkőzéseken 45 000 nézőt tud fogadni. A 2009-es U20-as labdarúgó-világbajnokság egyik hivatalos stadionja 5 km-re található Szuez belvárosától.

## Lásd még
- Egyiptomi labdarúgó-bajnokság (első osztály)